# Leichtathletik-Weltmeisterschaften 2022/Teilnehmer (Deutschland)
| Gelbes Symbol für Goldmedaillen mit stilisierten Olympischen Ringen | Graues Symbol für Silbermedaillen mit stilisierten Olympischen Ringen | Braundes Symbol für Bronzemedaillen mit stilisierten Olympischen Ringen |
| ------------------------------------------------------------------- | --------------------------------------------------------------------- | ----------------------------------------------------------------------- |
| 1                                                                   | –                                                                     | 1                                                                       |

Der deutsche Leichtathletikverband nominierte 79 Athletinnen und Athleten für die Leichtathletik-Weltmeisterschaften 2022 in Eugene.

## Medaillengewinnerinnen
| Medaille | Athletin                                                          | Disziplin  |
| -------- | ----------------------------------------------------------------- | ---------- |
| Gold     | Malaika Mihambo                                                   | Weitsprung |
| Bronze   | Tatjana Pinto Alexandra Burghardt Gina Lückenkemper Rebekka Haase | 4 × 100 m  |

## Ergebnisse

### Männer

#### Laufdisziplinen
| Athlet | Disziplin        | Vorlauf        | Vorlauf | Halbfinale | Halbfinale | Finale       | Finale |
| Athlet | Disziplin        | Zeit           | Platz   | Zeit       | Platz      | Zeit         | Platz  |
| --- | ---------------- | -------------- | ------- | ---------- | ---------- | ------------ | ------ |
| Julian Wagner                                                                                                  | 100 m            | 10,21 s        | 32      | DNQ        | DNQ        | –            | –      |
| Owen Ansah | 200 m            | 20,52 s        | 24      | DNQ        | DNQ        | -            | -      |
| Marc Reuther                                                                                                   | 800 m            | 1:50,75 min    | 40      | DNQ        | DNQ        | -            | -      |
| Christoph Kessler                                                                                              | 1500 m           | 3:37,57 min    | 19      | DNQ        | DNQ        | –            | –      |
| Sam Parsons | 5000 m           | 13:24,50 min   | 14      |            |            | 13:45,89 min | 15     |
| Maximilian Thorwirth                                                                                           | 5000 m           | 13:43,02 min   | 28      |            |            | DNQ          | DNQ    |
| Mohamed Mohumed                                                                                                | 5000 m           | 13:52,00 min   | 33      |            |            | DNQ          | DNQ    |
| Tom Gröschel                                                                                                   | Marathon         |                |         |            |            | 2:14:56 h SB | 43     |
| Gregor Traber                                                                                                  | 110 m Hürden     | 13,81 s        | 32      | DNQ        | DNQ        | –            | –      |
| Karl Bebendorf                                                                                                 | 3000 m Hindernis | 8:25,73 min SB | 21      |            |            | DNQ          | DNQ    |
| Frederik Ruppert                                                                                               | 3000 m Hindernis | 8:45,55 min    | 38      |            |            | DNQ          | DNQ    |
| Nils Brembach                                                                                                  | 20 km Gehen      |                |         |            |            | DNS          | DNS    |
| Karl Junghannß                                                                                                 | 20 km Gehen      |                |         |            |            | DNS          | DNS    |
| Christopher Linke                                                                                              | 20 km Gehen      |                |         |            |            | DNF          | DNF    |
| Christopher Linke                                                                                              | 35 km Gehen      |                |         |            |            | DNS          | DNS    |
| Carl Dohmann                                                                                                   | 35 km Gehen      |                |         |            |            | 2:45:44 h    | 40     |
| Karl Junghannß                                                                                                 | 35 km Gehen      |                |         |            |            | 2:38:50 h    | 34     |
| Kevin Kranz Joshua Hartmann Owen Ansah Lucas Ansah-Peprah nicht im Einsatz: Milo Skupin-Alfa Julian Wagner     | 4 × 100 m        | 38,83 s        | 11      |            |            | DNQ          | DNQ    |
| Marvin Schlegel Manuel Sanders Marc Koch Patrick Schneider nicht im Einsatz: Hendrik Krause Maximilian Kremser | 4 × 400 m        | 3:04,21 min    | 11      |            |            | DNQ          | DNQ    |

#### Sprung/Wurf
| Athlet               | Disziplin      | Qualifikation | Qualifikation | Finale     | Finale |
| Athlet               | Disziplin      | Weite/Höhe    | Platz         | Weite/Höhe | Platz  |
| -------------------- | -------------- | ------------- | ------------- | ---------- | ------ |
| Tobias Potye         | Hochsprung     | 2,21 m        | 19            | DNQ        | DNQ    |
| Mateusz Przybylko    | Hochsprung     | 2,25 m        | 12            | 2,24 m     | 12     |
| Torben Blech         | Stabhochsprung | NM            | NM            | DNQ        | DNQ    |
| Bo Kanda Lita Baehre | Stabhochsprung | 5,75 m SB     | 09            | 5,87 m     | 07     |
| Oleg Zernikel        | Stabhochsprung | 5,75 m        | 01            | 5,87 m PB  | 05     |
| Max Heß              | Dreisprung     | 16,64         | 13            | DNQ        | DNQ    |
| Simon Bayer          | Kugelstoßen    | 19,71 m       | 23            | DNQ        | DNQ    |
| Henrik Janssen       | Diskuswurf     | 61,85 m       | 19            | DNQ        | DNQ    |
| Torben Brandt        | Diskuswurf     | 54,11 m       | 29            | DNQ        | DNQ    |
| Martin Wierig        | Diskuswurf     | 62,28 m       | 17            | DNQ        | DNQ    |
| Tristan Schwandke    | Hammerwurf     | 72,87         | 22            | DNQ        | DNQ    |
| Julian Weber         | Speerwurf      | 87,28 m       | 03            | 86,86 m    | 04     |
| Andreas Hofmann      | Speerwurf      | NM            | NM            | DNQ        | DNQ    |
| Johannes Vetter      | Speerwurf      | DNS           | DNS           | DNQ        | DNQ    |

#### Zehnkampf
| Athlet         | Disziplin | 100 m   | Weitsprung | Kugelstoßen | Hochsprung | 400 m      | 110 m Hürden | Diskuswurf | Stabhochsprung | Speerwurf  | 1500 m         | Punkte  | Platz |
| -------------- | --------- | ------- | ---------- | ----------- | ---------- | ---------- | ------------ | ---------- | -------------- | ---------- | -------------- | ------- | ----- |
| Kai Kazmirek   | Ergebnis  | 11,19 s | 7,49 m     | 14,29 m SB  | 2,02 m     | 49,33 s    | 14,43 s      | 40,96 m    | 5,00 m SB      | 62,52 m    | 4:43,51 min    | 8113 SB | 12    |
| Kai Kazmirek   | Punkte    | 819     | 932        | 746         | 822        | 846        | 920          | 684        | 910            | 776        | 658            | 8113 SB | 12    |
| Niklas Kaul    | Ergebnis  | 11,22 s | 7,09 m     | 14,52 m     | 2,05 m SB  | 48,39 s SB | 14,27 s PB   | 44,62 m    | 4,80 m         | 69,78 m SB | 4:13,81 min PB | 8434 SB | 06    |
| Niklas Kaul    | Punkte    | 812     | 845        | 760         | 850        | 890        | 940          | 759        | 849            | 885        | 854            | 8434 SB | 06    |
| Leo Neugebauer | Ergebnis  | 11,07   | 7,46 m     | 15,83 m     | 1,99 m     | 48,34 s    | 14,86 s      | 51,88 m    | 4,80 m         | 52,80 m    | 4:48,41 min    | 8182    | 10    |
| Leo Neugebauer | Punkte    | 845     | 925        | 841         | 794        | 893        | 867          | 910        | 849            | 630        | 628            | 8182    | 10    |
| Tim Nowak      | Ergebnis  | 11,43 s | 7,13 m     | 14,44 m     | 2,05 m     | 50,94 s    | 14,91 s      | 42,13 m    | NM             | 56,52 m    | 4:26,87 min    | 7008    | 18    |
| Tim Nowak      | Punkte    | 767     | 845        | 755         | 850        | 772        | 860          | 708        | 0              | 686        | 765            | 7008    | 18    |

### Frauen

#### Laufdisziplinen
| Athletin                                                          | Disziplin        | Vorlauf        | Vorlauf | Halbfinale  | Halbfinale | Finale      | Finale |
| Athletin                                                          | Disziplin        | Zeit           | Platz   | Zeit        | Platz      | Zeit        | Platz  |
| ----------------------------------------------------------------- | ---------------- | -------------- | ------- | ----------- | ---------- | ----------- | ------ |
| Alexandra Burghardt                                               | 100 m            | 11,29 s SB     | 30      | DNQ         | DNQ        | –           | –      |
| Gina Lückenkemper                                                 | 100 m            | 11,07 s        | 14      | 11,08 s     | 13         | DNQ         | DNQ    |
| Sophia Junk                                                       | 200 m            | 23,27 s SB     | 28      | DNQ         | DNQ        | –           | –      |
| Jessica-Bianca Wessolly                                           | 200 m            | 22,87 s        | 19      | 23,33 s     | 22         | DNQ         | DNQ    |
| Christina Hering                                                  | 800 m            | 2:01,63 min    | 23      | 2:01,57 min | 23         | DNQ         | DNQ    |
| Majtie Kolberg                                                    | 800 m            | 2:01,21 min SB | 12      | 2:01,36 min | 20         | DNQ         | DNQ    |
| Katharina Trost                                                   | 1500 m           | 4:03,53 min PB | 05      | 4:05,85 min | 17         | DNQ         | DNQ    |
| Hanna Klein                                                       | 1500 m           | 4:05,13 min    | 12      | 4:04,62 min | 11         | DNQ         | DNQ    |
| Sara Benfarès                                                     | 5000 m           | 16:34,23 min   | 33      |             |            | DNQ         | DNQ    |
| Alina Reh                                                         | 5000 m           | 15:13,92 min   | 17      |             |            | DNQ         | DNQ    |
| Konstanze Klosterhalfen                                           | 5000 m           | 15:17,78 min   | 19      |             |            | DNQ         | DNQ    |
| Konstanze Klosterhalfen                                           | 10.000 m         |                |         |             |            | DNS         | DNS    |
| Carolina Krafzik                                                  | 400 m Hürden     | 56,24 s        | 24      | DNQ         | DNQ        | -           | -      |
| Gesa Felicitas Krause                                             | 3000 m Hindernis | 9:21,02 min SB | 15      |             |            | 9:52,66 min | 15     |
| Lea Meyer                                                         | 3000 m Hindernis | 9:30,81 min    | 28      |             |            | DNQ         | DNQ    |
| Saskia Feige                                                      | 20 km Gehen      |                |         |             |            | 1:32:12 h   | 15     |
| Tatjana Pinto Alexandra Burghardt Gina Lückenkemper Rebekka Haase | 4 × 100 m        | 42,44 s        | 04      |             |            | 42,03 s SB  | Bronze |
| Judith Franzen Elisa Lechleitner Alica Schmidt Corinna Schwab     | 4 × 400 m        | 3:30,48 min    | 11      |             |            | DNQ         | DNQ    |

#### Sprung/Wurf
| Athletin                   | Disziplin      | Qualifikation | Qualifikation | Finale     | Finale |
| Athletin                   | Disziplin      | Weite/Höhe    | Platz         | Weite/Höhe | Platz  |
| -------------------------- | -------------- | ------------- | ------------- | ---------- | ------ |
| Marie-Laurence Jungfleisch | Hochsprung     | 1,86 m SB     | 21            | DNQ        | DNQ    |
| Jacqueline Otchere         | Stabhochsprung | 4,50 m SB     | 01            | 4,45 m     | 10     |
| Merle Homeier              | Weitsprung     | 6,09 m        | 23            | DNQ        | DNQ    |
| Malaika Mihambo            | Weitsprung     | 6,84 m        | 02            | 7,12 m SB  | Gold   |
| Maryse Luzolo              | Weitsprung     | DNS           | DNS           | DNQ        | DNQ    |
| Neele Eckhardt-Noack       | Dreisprung     | 13,93 m       | 20            | DNQ        | DNQ    |
| Jessie Maduka              | Dreisprung     | 13,30 m       | 27            | DNQ        | DNQ    |
| Katharina Maisch           | Kugelstoßen    | 18,57 m       | 13            | DNQ        | DNQ    |
| Julia Ritter               | Kugelstoßen    | 18,22 m       | 15            | DNQ        | DNQ    |
| Shanice Craft              | Diskuswurf     | 64,55 m       | 05            | 62,35 m    | 09     |
| Kristin Pudenz             | Diskuswurf     | 64,39 m       | 06            | 59,97 m    | 11     |
| Claudine Vita              | Diskuswurf     | 64,98 m SB    | 04            | 64,24 m    | 05     |
| Samantha Borutta           | Hammerwurf     | 67,48 m       | 25            | DNQ        | DNQ    |
| Annika Marie Fuchs         | Speerwurf      | 59,36 m       | 10            | 56,46 m    | 12     |

#### Siebenkampf
| Athletin          | Disziplin | 100 m Hürden | Hochsprung | Kugelstoßen | 200 m   | Weitsprung | Speerwurf | 800 m | Punkte | Platz |
| ----------------- | --------- | ------------ | ---------- | ----------- | ------- | ---------- | --------- | ----- | ------ | ----- |
| Sophie Weißenberg | Ergebnis  | 13,51 s PB   | 1,74 m     | 13,57 m     | 24,06 s | NM         | DNF       | DNF   | DNF    | DNF   |
| Sophie Weißenberg | Punkte    | 1049         | 903        | 765         | 975     | 0          | DNF       | DNF   | DNF    | DNF   |

### Mixed

#### Laufdisziplinen
| Athletin/Athlet                                                                | Disziplin | Vorlauf        | Vorlauf | Finale | Finale |
| Athletin/Athlet                                                                | Disziplin | Zeit           | Platz   | Zeit   | Platz  |
| ------------------------------------------------------------------------------ | --------- | -------------- | ------- | ------ | ------ |
| Marvin Schlegel (m) Alica Schmidt (w) Patrick Schneider (m) Corinna Schwab (w) | 4 × 400 m | 3:16,80 min SB | 12      | DNQ    | DNQ    |